# Cicle cardíac
El  cicle cardíac és la seqüència d'esdeveniments musicals, mecànics, sonors, de pressió i d'impulsos elèctrics, relacionats amb el flux de sang a través de les cavitats cardíaques, la contracció i relaxació de cadascuna d'elles (aurícules i ventricles), el tancament i obertura de les vàlvules i la producció de sorolls. Aquest procés transcorre en menys d'un segon
Cada cicle cardíac comença amb un potencial d'acció en el nòdul sinusal, que viatja al llarg de tot el sistema de conducció estimulant les cèl·lules perquè el múscul cardíac es contregui.
El cicle comprèn la despolarització i repolarització del miocardi, la contracció i relaxació de les quatre cavitats cardíaques (atris i ventricles), el tancament i obertura de les vàlvules i la producció de sorolls a elles associats. Aquest procés transcorre en menys d'un segon. La recíproca de la durada d'un cicle és la freqüència cardíaca (donat que se sol expressar en batecs per minut, cal multiplicar per 60 si la durada es mesura en segons)

## Sistema de conducció del cor

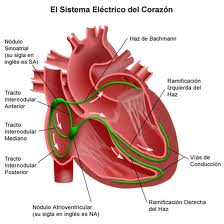
Sistema de conducció del cor

L'acció de bombeig del cor prové d'un sistema intrínsec de conducció elèctrica.
L'impuls elèctric es genera en el nòdul sinusal, que és una petita massa de teixit especialitzat localitzada a l'atri dret del cor. A continuació, l'impuls elèctric viatjarà fins al nòdul atrioventricular, on es retarden els impulsos durant un breu instant, i després continua per la via de conducció a través del Fes de Hiss (el qual es divideix en una branca dreta i una altra esquerra) cap als ventricles. La via de conducció finalitza en una sèrie de fibres anomenades fibres de Purkinje.
La capacitat del cor per generar un impuls elèctric resideix en les cèl·lules que el formen. Aquests miocardiocits són autoexcitables i, per tant, no requereixen la presència d'un estímul extern per generar una resposta contràctil; i rítmiques, cosa que els permet mantenir una freqüència de contracció suficient per dur a terme l'activitat de bombament sense aturar-se.
- El nòdul sinusal  (també anomenat nòdul sinoatrial o nòdul SA) està format per un grup de fibres auriculars que presenten la ritmicitat més alta. Per això, la seva activitat és la que marca la freqüència bàsica del cor i se les anomena cèl·lules marcapassos. Aquest nòdul genera regularment un impuls elèctric (de 60 a 100 vegades per minut en condicions normals). El potencial d'acció es propagarà per les cèl·lules cardíaques gràcies a unions tipus gap existents entre elles. D'aquesta manera, la despolarització iniciada al node sinusal s'expandeix per totes les fibres auriculars de dalt a baix, a través de quatre feixos que surten del nòdul:
  - Els tres primers recorren l'atri dret, i són la branca anterior, branca mitjana i branca posterior.
  - La quarta branca és la branca per l'atri esquerre, i es dirigeix a aquest lloc.

D'aquesta forma, els atris dret i esquerre són estimulats en primer lloc i es contreuen durant un breu període abans que ho facin la resta de cavitats.
- La despolarització arriba al  nòdul auriculoventricular , situat a la creu cardíaca (localitzada a la cruïlla dels septes interatrial i interventricular amb el septe atrioventrivular). En aquest punt existeixen els anells fibrosos o esquelet cardíac.

Es produeix un alentiment de la propagació (retard de 0,1 segons) a causa de la geometria de les fibres. Aquest node es caracteritza per ser un feix estret amb poques unions tipus gap, de manera que la velocitat de conducció de l'impuls és més baixa i es dona lloc a aquest retard.
- A continuació, el potencial es desplaça ràpidament a través del  feix de His, el qual es dividirà en una branca dreta i una branca esquerra. Aquestes branques recorren tot el septe interventricular. La seva funció és generar la contracció del septe.
- Finalment, les fibres de Purkinje o xarxa subendocàrdica recorren les parets lliures dels ventricles dret i esquerre per generar la contracció ventricular.

## Fases del cicle cardíac

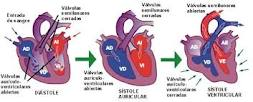
Fases del cicle cardíac

A cada batec es distingeixen cinc fases:  sístole auricular ;  contracció ventricular isovolumétrica ;  ejecció ;  relaxació ventricular isovolumètrica  i  ompliment ventricular passiu .
Les tres primeres corresponen a la  sístole  (contracció miocàrdia, durant la qual el cor expulsa la sang que hi ha al seu interior) i les dues últimes a la  diàstole  (relaxació cardíaca, durant el qual el cor s'omple de sang).
La diàstole és més llarga que la sístole: aproximadament dos terços de la durada total del cicle corresponen a la diàstole i un terç a la sístole.

### Sístole auricular
El cicle s'inicia amb els ventricles relaxats. Un potencial d'acció al nòdul sinusal es propagarà per les aurícules provocant la seva contracció. Al contraure aquestes, s'expulsa tota la sang que contenen cap als ventricles. Això és possible gràcies al fet que en aquesta fase, les vàlvules auriculoventriculars (mitral i tricúspide) estan obertes, mentre que les sigmoides (aòrtica i pulmonar) es troben tancades. Al final d'aquesta fase, tota la sang continguda al cor es trobarà als ventricles, donant pas a la següent fase.*
*Realment, quan es produeix l'entrada de sang a l'aurícula, directament el 70% ja passa al ventricle, quedant només un 30% a l'aurícula. Aquesta sístole auricular permet el pas d'aquest 30% restant al ventricle.

### Sístole ventricular isovolumètrica (contracció)
L'ona de despolarització arriba als ventricles, que en conseqüència es comencen a contraure. Això provoca que la pressió augmenti a l'interior d'aquests, de manera que la pressió ventricular excedirà a l'auricular i el flux tendirà a retrocedir cap a aquestes últimes. Tanmateix, això no passa, ja que l'augment de la pressió ventricular determina el tancament de les vàlvules auriculoventriculars, que impediran el flux retrògrad de sang. Per tant, en aquesta fase totes les vàlvules cardíaques es trobaran tancades.

### Sístole Ventricular (ejecció)
La pressió ventricular anirà augmentant fins a superar el valor de la pressió arterial en els grans vasos que surten del cor (tronc pulmonar i aorta) de manera que les vàlvules sigmoides s'obriran i el flux passarà dels ventricles a la llum d'aquests vasos. A mesura que la sang surt dels ventricles cap a aquests, la pressió ventricular anirà disminuint a la vegada que augmenta en els grans vasos. Això acaba igualant ambdues pressions, de manera que part del flux no passa, per gradient de pressió, cap a l'aorta i tronc pulmonar.
El volum de sang que queda retingut al cor en acabar l'ejecció es denomina volum residual, volum telesistòlic, mentre que el volum de sang expulsat serà el volum sistòlic o volum batec (aproximadament 70mL).

### Diàstole ventricular isovolumètria (relaxació)
En aquesta fase, el ventricle es relaxa, de manera que aquest fet, juntament amb la sortida parcial de flux d'aquest mateix (ocorregut a la fase anterior), fan que la pressió al seu interior descendeixi enormement, passant a ser inferior a la dels grans vasos. Per aquest motiu, el flux de sang es torna retrògrad i passa a ocupar els pits aòrtic i pulmonar de les valves sigmoides, empenyent i provocant que aquestes es tanquin (en ocupar la sang els pits aòrtics, part del flux passarà a les artèries coronàries, amb origen en aquests mateixos). Aquesta etapa es defineix per tant com l'interval que transcorre des del tancament de les vàlvules sigmoides i l'obertura de les auriculoventriculars.

### Diàstole ventricular (ompliment passiu)
Durant els processos comentats anteriorment, les aurícules s'hauran estat omplint de sang, de manera que la pressió en aquestes també serà major que en els ventricles, parcialment buidats i relaxats. El mateix gradient de pressió farà que la sang circuli des de les aurícules als ventricles, empenyent les vàlvules mitral i tricúspide, que s'obriran permetent el flux en aquest sentit. Una nova contracció auricular amb origen en el nòdul sinusal finalitzarà aquesta fase i iniciarà la sístole auricular del següent cicle.
És important recordar que hi ha diversos determinants de la funció cardíaca que poden alterar les fases del cicle: la precàrrega, la postcàrrega, l'inotropisme, la distensibilitat i la freqüència.
1. La precàrrega depèn del volum del ventricle al final de la diàstole (VFD).

1. La postcàrrega representa la pressió aòrtica en contra de la que el ventricle ha de contreure.

1. L'inotropisme correspon a la força intrínseca que genera el ventricle en cada contracció com a bomba mecànica.

1. La distensibilitat es refereix a la capacitat que el ventricle té d'expandir-se i omplir durant la diàstole.

1. La freqüència cardíaca, és el nombre de cicles cardíacs per unitat de temps.

El cicle es repeteix unes vint vegades per minut, però pot incrementar o alentir segons les necessitats de l'organisme a través del sistema nerviós.

## Corbes de pressió
Corba de pressió auricular 
Les aurícules experimenten una sèrie de canvis en la seva pressió segons les diferents fases del cicle cardíac:

Esdeveniments cardíacs que ocorren durant un cicle cardíac.

 Ona "a" : correspon a la contracció de l'aurícula (sístole auricular).
 Ona "c" : És causada pel bombament del pla valvular cap a l'aurícula en contreure el ventricle (contracció ventricular isovolumètrica).
 Sinus "x" : Es tracta d'un descens en la pressió a l'aurícula pel desplaçament del pla valvular cap a la punta durant l'expulsió ventricular (ejecció).
 Ona "v" : Arriba sang a l'aurícula, el que implica un augment de pressió (relaxació ventricular isovolumètrica).
 Sinus "i" : Es produeix l'obertura de la vàlvula aurículo-ventricular, fet que suposa un descens de la pressió auricular pel buidament de sang cap al ventricle (ompliment ventricular passiu).
Corba de pressió ventricular 
- Durant la sístole auricular, la pressió ventricular augmenta per l'arribada de sang a causa de la contracció de l'aurícula.
- Aquesta pressió segueix en augment durant la  contracció ventricular isovolumètrica  fins al moment en què supera la de les vàlvules sigmoides.
- Amb l'obertura de les vàlvules sigmoides té lloc l'ejecció de sang als grans vasos. La pressió segueix en augment per la contracció del ventricle i comença a baixar una vegada que s'ha buidat, de manera que es tanquen també les vàlvules sigmoides quan la pressió en el ventricle és menor que en els grans vasos.
- Amb el començament de la diàstole (relaxació ventricular isovolumètrica ) la pressió segueix en descens fins que es fa menor que en l'aurícula, moment en què s'obren les vàlvules aurículo-ventriculars.
- Amb l'obertura de les vàlvules, comença l'ompliment ventricular passiu  i, per tant, l'augment progressiu de la pressió.

Corbes de pressió en l'artèria aorta i en l'artèria pulmonar 
Les vàlvules sigmoides s'obren quan la pressió en els ventricles és superior a la dels grans vasos, és a dir, aquestes s'obren durant l'ejecció i buiden la sang, de manera que des de l'obertura fins al tancament, el ventricle i l'artèria corresponent comparteixen pressió, de manera que la gràfica de pressió és idèntica per a ambdues. Quan es tanca la vàlvula, la pressió descendeix a poc a poc, ja que la paret arterial és elàstica.

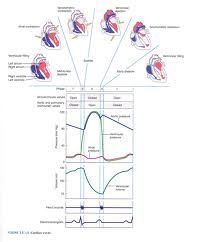
Corbes de pressió

Si es dissenya una gràfica comparant la pressió contra el volum del ventricle esquerre, el resultat que obtindrem és una corba cíclica. Tant a la sístole com a la diàstole, la pressió del ventricle esquerre depèn del volum que conté al seu interior i de la distensibilitat. És a dir, un ventricle té una pressió augmentada si és poc distensible o si té un volum de sang augmentat al seu interior.
Els fenòmens cíclics poden ser estudiats des de qualsevol punt d'aquest. Els principals esdeveniments elèctrics, mecànics i sonors, correlacionats en la corba de pressió volum es pot resumir en:
Diàstole ventricular 
1. Al final d'una contracció el ventricle es relaxa (en aquest punt passa la relaxació isomètrica on hi ha un canvi de pressió sense canvi de volum).

1. Quan la pressió del ventricle és menor que en l'aurícula esquerra, s'obre la vàlvula mitral i el ventricle comença a omplir en dues fases: ompliment ràpid i ompliment lent. En algunes condicions patològiques es produeix un tercer soroll durant la fase d'ompliment ràpid.

1. Abans d'acabar l'ompliment es produeix l'ona P en l'ECG, posteriorment es contreu l'aurícula i es produeix l'ona A en la corba de pols venós. En aquesta contracció es pot escoltar el quart soroll en certes situacions. Després es tanca la vàlvula mitral, el que produeix el primer soroll cardíac. Just abans que es produeixi aquest fenomen sonor, es despolaritza el ventricle i es genera el QRS de l'ECG.

 Sístole ventricular 
1. El ventricle comença a contraure i la pressió augmenta fins que excedeix la pressió a l'aorta (fins ara es diu contracció isomètrica, perquè es presenta un canvi de pressió sense canvi de volum).

1. En aquest punt la vàlvula aòrtica s'obre i s'inicia l'ejecció ràpida i l'ejecció lenta de sang, que continua en contra de la pressió aòrtica fins que disminueix la pressió del ventricle i es fa menor que la pressió aòrtica. Al final d'aquesta fase es produeix la repolarització del ventricle i l'ona T de l'ECG.

1. En aquest moment es tanca la vàlvula aòrtica i es genera el segon soroll cardíac i finalitza l'ejecció.

## Electrocardiograma
A l'electrocardiograma, la sístole elèctrica dels ventricles comença on comença el complex QRS. La sístole elèctrica de les aurícules comença amb l'inici de l'ona P de l'electrocardiograma (ECG).
Corresponent a la fisiologia del cicle cardíac, l'ona P representa la fase d'ompliment, el Complex QRS la fase de contracció isovolumètrica i el corresponent a la fase d'ejecció i relaxació isovolumètrica es representa a partir del punt on acaba el complex QRS fins al final de l'ona T.
Referent a la fisiologia elèctrica, l'ona P és la representació de l'inici de l'excitació del nòdul sinusal, la conducció sino-atrial, l'inici de la despolarització auricular, l'arribada de l'ona al node AV i la completa despolarització auricular. El segment PR és la representació de l'arribada de l'ona al Fes de His i després a les fibres de Purkinje. El complex QRS representa la despolarització ventricular, i l'ona T la repolarització ventricular. Així mateix, la repolarització auricular ocorre durant el complex QRS i queda emmascarada per aquest.

## Sorolls cardíacs
Per cada batec, el cor emet dos sorolls cardíacs (Lub-dub) separats un de l'altre per un silenci.
El tancament de les vàlvules mitral i tricúspide (anomenades vàlvules auriculoventriculars) al  començament  de la sístole, causa la primera part ( lub ) del soroll auscultatori (lub-dub) que se sent quan es contreu el cor. Formalment, aquest primer so es coneix com a primer soroll cardíac, o S1 . Aquest primer soroll cardíac és creat quan es tanquen les vàlvules mitral i tricúspide i de fet té dos components, un mitral (M1 ) i un altre tricúspide (T1 ).
La segona porció del lub-dub -el segon soroll cardíac o S2 , és causat pel tancament de les vàlvules aòrtica i pulmonar al final de la sístole ventricular. A mesura que es buida el ventricle esquerre, la seva pressió disminueix per sota de la pressió a l'aorta, així que la vàlvula aòrtica es tanca. Igualment, quan la pressió del ventricle dret cau per sota de la pressió en l'artèria pulmonar, la vàlvula pulmonar es tanca. El segon soroll cardíac també té dos components, un aòrtic (A2 ) i un pulmonar (P2 ). La vàlvula aòrtica es tanca primer que la vàlvula pulmonar i per això són audibles separadament un de l'altre en el segon soroll cardíac.